# Ghánai labdarúgó-szövetség
A mai Ghána területén a 19. század végén honosodott meg a labdarúgás, az ország Atlanti-óceáni partvidékét meghódító európaiak által. Az első jelentősebb labdarúgócsapat 1903-ban alakult Excelsior néven, ezt követően egymás után jöttek létre az egyesületek főleg Accra, Cape Coast és Sekondi településeken. 1952-ben az ország kormányzósága az úgynevezett 14. Rendeletben létrehozta az Aranyparti Sport Szövetséget, melynek felügyelete alá tartozott a labdarúgás is. 1956-ban rendezték meg az állam első labdarúgó-bajnokságát. 1957-ben alakult meg a Ghánai Amatőr Labdarúgó Szövetség. 1958-ban a Nemzetközi Labdarúgó-szövetség valamint az Afrikai Labdarúgó-szövetség is felvett tagjai sorába Ghánát. Az 1962-es afrikai nemzetek kupája selejtezőiben indult először az ország válogatottja, de nem sikerült kijutnia a kontinensviadal döntőjébe. Egy évvel később viszont itt rendezték meg az 1963-as afrikai nemzetek kupáját, ahol nem kis meglepetésre a házigazdák az első helyet szerezték meg. Hasonló sikereket még három alkalommal ért el a csapat 1965-ben, 1978-ban valamint 1982-ben. Házigazdája is további három viadalnak volt az ország 1978-ban, 2000-ben Nigériával közösen valamint 2008-ban. Az ország labdarúgásának újabb jelentős fordulópontjának számított, amikor kvalifikálta magát a 2006-os labdarúgó-világbajnokságra és újoncként a csoportból is tovább tudott jutni, legyőzve Csehországot és az Egyesült Államokat, a nyolcad-döntőben Brazília együttese állította meg az afrikai csapat menetelését. A 2010-es labdarúgó-világbajnokságra első afrikai csapatként jutott ki a selejtezőkből.

## Külső hivatkozások
- Hivatalos honlap
- Ghána a FIFA honlapján Archiválva 2013. augusztus 12-i dátummal a Wayback Machine-ben
- Ghána a CAF honlapján